# Kożuchy Wielkie (przystanek kolejowy)
Kożuchy Wielkie – zlikwidowany przystanek osobowy w Kożuchach Wielkich na linii kolejowej Giżycko – Kruklanki, w powiecie giżyckim, w województwie warmińsko-mazurskim.